# Championnats du monde de triathlon 1996
Les championnats du monde de triathlon 1996 présentent les résultats des championnats mondiaux de triathlon en 1996 organisés par la fédération internationale de triathlon.
Ces 8e championnats se sont déroulés à Cleveland aux États-Unis le 24 août 1996.

## Résultats

### Élite

#### Hommes
| Rang   | Athlète          | Nationalité      | Natation    | T1   | Vélo        | T2   | Course à pied | Temps           |
| ------ | ---------------- | ---------------- | ----------- | ---- | ----------- | ---- | ------------- | --------------- |
| Or     | Simon Lessing    | Royaume-Uni      | 18 min 24 s | 34 s | 49 min 40 s | 49 s | 30 min 36 s   | 1 h 39 min 50 s |
| Argent | Luc Van Lierde   | Belgique         | 19 min 28 s | 29 s | 50 min 07 s | 50 s | 29 min 42 s   | 1 h 40 min 11 s |
| Bronze | Leandro Macedo   | Brésil           | 20 min 11 s | 29 s | 49 min 24 s | 49 s | 30 min 20 s   | 1 h 41 min 00 s |
| 4      | Greg Bennett     | Australie        | 18 min 54 s | 31 s | 49 min 07 s | 49 s | 32 min 00 s   | 1 h 41 min 02 s |
| 5      | Philippe Fattori | France           | 20 min 03 s | 34 s | 49 min 26 s | 49 s | 30 min 32 s   | 1 h 41 min 06 s |
| 6      | Miles Stewart    | Australie        | 19 min 12 s | 31 s | 50 min 22 s | 50 s | 30 min 34 s   | 1 h 41 min 09 s |
| 7      | Carl Blasco      | France           | 19 min 53 s | 44 s | 49 min 20 s | 49 s | 30 min 41 s   | 1 h 41 min 15 s |
| 8      | Ralf Eggert      | Allemagne        | 20 min 01 s | 31 s | 49 min 31 s | 49 s | 30 min 48 s   | 1 h 41 min 18 s |
| 9      | Hamish Carter    | Nouvelle-Zélande | 18 min 45 s | 32 s | 49 min 16 s | 49 s | 32 min 31 s   | 1 h 41 min 31 s |
| 10     | Dmitriy Gaag     | Kazakhstan       | 20 min 16 s | 26 s | 49 min 20 s | 49 s | 30 min 54 s   | 1 h 41 min 40 s |

#### Femmes
| Rang   | Athlète           | Nationalité      | Natation    | T1   | Vélo        | T2   | Course à pied | Temps           |
| ------ | ----------------- | ---------------- | ----------- | ---- | ----------- | ---- | ------------- | --------------- |
| Or     | Jackie Gallagher  | Australie        | 21 min 36 s | 31 s | 54 min 16 s | 43 s | 33 min 32 s   | 1 h 50 min 51 s |
| Argent | Emma Carney       | Australie        | 21 min 51 s | 27 s | 54 min 04 s | 36 s | 34 min 39 s   | 1 h 51 min 43 s |
| Bronze | Carol Montgomery  | Canada           | 20 min 22 s | 41 s | 55 min 21 s | 48 s | 34 min 52 s   | 1 h 52 min 06 s |
| 4      | Rina Hill         | Australie        | 20 min 11 s | 28 s | 56 min 05 s | 43 s | 34 min 46 s   | 1 h 52 min 15 s |
| 5      | Karen Smyers      | États-Unis       | 21 min 46 s | 36 s | 54 min 02 s | 46 s | 35 min 30 s   | 1 h 52 min 42 s |
| 6      | Anja Dittmer      | Allemagne        | 21 min 45 s | 41 s | 54 min 10 s | 24 s | 36 min 13 s   | 1 h 53 min 13 s |
| 7      | Nicole Andronicus | Australie        | 21 min 00 s | 34 s | 54 min 48 s | 46 s | 36 min 24 s   | 1 h 53 min 35 s |
| 8      | Jenny Rose        | Nouvelle-Zélande | 21 min 48 s | 36 s | 54 min 00 s | 39 s | 37 min 07 s   | 1 h 54 min 13 s |
| 9      | Sharon Donnelly   | Canada           | 20 min 02 s | 43 s | 54 min 38 s | 39 s | 38 min 23 s   | 1 h 54 min 26 s |
| 10     | Nancy Kemp-Arendt | Luxembourg       | 20 min 23 s | 43 s | 55 min 30 s | 28 s | 37 min 28 s   | 1 h 54 min 33 s |

### Junior

#### Hommes série A
| Rang   | Athlète             | Nationalité | Natation    | T1         | Vélo        | T2         | Course à pied | Temps           |
| ------ | ------------------- | ----------- | ----------- | ---------- | ----------- | ---------- | ------------- | --------------- |
| Or     | Sébastien Berlier   | France      | 20 min 42 s | 1 min 20 s | 54 min 04 s | 1 min 47 s | 31 min 29 s   | 1 h 49 min 24 s |
| Argent | Andreas Raelert     | Allemagne   | 20 min 34 s | 1 min 20 s | 54 min 17 s | 1 min 49 s | 31 min 38 s   | 1 h 49 min 42 s |
| Bronze | Trent Chapman       | Australie   | 21 min 04 s | 1 min 10 s | 54 min 00 s | 1 min 49 s | 31 min 49 s   | 1 h 49 min 55 s |
| 4      | Eneko Llanos        | Espagne     | 20 min 58 s | 1 min 25 s | 53 min 48 s | 1 min 46 s | 31 min 57 s   | 1 h 49 min 58 s |
| 5      | Andras Heczey       | Hongrie     | 20 min 32 s | 1 min 29 s | 54 min 30 s | 1 min 54 s | 31 min 40 s   | 1 h 50 min 07 s |
| 6      | Hunter Kemper       | États-Unis  | 20 min 56 s | 1 min 27 s | 53 min 58 s | 1 min 41 s | 32 min 22 s   | 1 h 50 min 26 s |
| 7      | Stefan Hintze       | Allemagne   | 20 min 55 s | 1 min 23 s | 54 min 00 s | 1 min 49 s | 32 min 23 s   | 1 h 50 min 31 s |
| 8      | Ralph Zeetsen       | Pays-Bas    | 20 min 43 s | 1 min 25 s | 54 min 00 s | 1 min 49 s | 32 min 59 s   | 1 h 50 min 58 s |
| 9      | Dirk Bockel         | Allemagne   | 20 min 55 s | 1 min 30 s | 53 min 43 s | 1 min 46 s | 33 min 17 s   | 1 h 51 min 14 s |
| 10     | Christopher Balleis | Allemagne   | 20 min 33 s | 1 min 47 s | 54 min 09 s | 1 min 37 s | 33 min 21 s   | 1 h 51 min 30 s |

#### Femmes série A
| Rang   | Athlète            | Nationalité      | Natation    | T1         | Vélo            | T2         | Course à pied | Temps           |
| ------ | ------------------ | ---------------- | ----------- | ---------- | --------------- | ---------- | ------------- | --------------- |
| Or     | Joanne King        | Australie        | 24 min 49 s | 1 min 23 s | 59 min 04 s     | 1 min 49 s | 34 min 09 s   | 2 h 01 min 16 s |
| Argent | Marie Overbye      | Danemark         | 23 min 19 s | 1 min 33 s | 59 min 46 s     | 1 min 45 s | 37 min 09 s   | 2 h 03 min 32 s |
| Bronze | Erika Molnár       | Hongrie          | 23 min 13 s | 1 min 37 s | 1 h 02 min 27 s | 1 min 39 s | 34 min 46 s   | 2 h 03 min 44 s |
| 4      | Zsuzsanna Varga    | Hongrie          | 22 min 20 s | 1 min 42 s | 1 h 01 min 20 s | 1 min 53 s | 37 min 56 s   | 2 h 05 min 14 s |
| 5      | Delphine Pelletier | France           | 23 min 32 s | 1 min 35 s | 1 h 01 min 39 s | 1 min 43 s | 39 min 09 s   | 2 h 07 min 42 s |
| 6      | Belinda Cheney     | Australie        | 22 min 08 s | 1 min 37 s | 1 h 03 min 28 s | 1 min 54 s | 39 min 03 s   | 2 h 08 min 13 s |
| 7      | Susanne Karlson    | Suède            | 26 min 31 s | 1 min 53 s | 58 min 34 s     | 2 min 01 s | 39 min 39 s   | 2 h 08 min 41 s |
| 8      | Nina Fischer       | Allemagne        | 23 min 21 s | 1 min 46 s | 1 h 03 min 30 s | 1 min 50 s | 39 min 05 s   | 2 h 09 min 35 s |
| 9      | Adrianne Ngawati   | Nouvelle-Zélande | 25 min 25 s | 1 min 31 s | 1 h 03 min 12 s | 1 min 46 s | 37 min 46 s   | 2 h 09 min 41 s |
| 10     | Petra Harangi      | Hongrie          | 21 min 54 s | 1 min 34 s | 1 h 02 min 08 s | 1 min 46 s | 43 min 07 s   | 2 h 10 min 30 s |

#### Hommes série B
| Rang   | Athlète          | Nationalité | Natation    | T1         | Vélo        | T2         | Course à pied | Temps           |
| ------ | ---------------- | ----------- | ----------- | ---------- | ----------- | ---------- | ------------- | --------------- |
| Or     | Peter Gazdag     | Hongrie     | 20 min 55 s | 1 min 37 s | 57 min 05 s | 1 min 42 s | 33 min 13 s   | 1 h 54 min 32 s |
| Argent | Christian Weimer | Allemagne   | 21 min 01 s | 1 min 20 s | 57 min 48 s | 1 min 46 s | 33 min 19 s   | 1 h 55 min 16 s |
| Bronze | Luboš Vicha      | Tchéquie    | 21 min 09 s | 1 min 30 s | 58 min 17 s | 1 min 45 s | 32 min 47 s   | 1 h 55 min 30 s |
| 4      | Ivan Rana        | Espagne     | 20 min 56 s | 1 min 42 s | 58 min 38 s | 1 min 41 s | 32 min 36 s   | 1 h 55 min 35 s |
| 5      | Stuart Hayes     | Royaume-Uni | 20 min 49 s | 1 min 34 s | 58 min 02 s | 1 min 37 s | 34 min 07 s   | 1 h 56 min 09 s |
| 6      | Clemente Alonso  | Espagne     | 21 min 31 s | 1 min 46 s | 58 min 05 s | 1 min 39 s | 33 min 08 s   | 1 h 56 min 11 s |
| 7      | Bruno Gagliardi  | Brésil      | 20 min 58 s | 1 min 08 s | 57 min 59 s | 1 min 47 s | 34 min 23 s   | 1 h 56 min 18 s |
| 8      | János Szabó      | Hongrie     | 22 min 16 s | 1 min 52 s | 57 min 17 s | 1 min 42 s | 33 min 14 s   | 1 h 56 min 20 s |
| 9      | Bryce Quirk      | Australie   | 20 min 47 s | 1 min 37 s | 57 min 48 s | 1 min 39 s | 34 min 30 s   | 1 h 56 min 23 s |
| 10     | Daniel Unger     | Allemagne   | 20 min 57 s | 1 min 21 s | 57 min 49 s | 1 min 41 s | 34 min 36 s   | 1 h 56 min 27 s |

#### Femmes série B
| Rang   | Athlète          | Nationalité | Natation    | T1         | Vélo            | T2         | Course à pied | Temps           |
| ------ | ---------------- | ----------- | ----------- | ---------- | --------------- | ---------- | ------------- | --------------- |
| Or     | Rebekah Keat     | Australie   | 23 min 23 s | 1 min 26 s | 59 min 49 s     | 1 min 42 s | 38 min 04 s   | 2 h 04 min 26 s |
| Argent | Joelle Franzmann | Allemagne   | 22 min 11 s | 1 min 34 s | 1 h 01 min 42 s | 1 min 42 s | 39 min 12 s   | 2 h 06 min 23 s |
| Bronze | Ina Reinders     | Allemagne   | 23 min 25 s | 1 min 29 s | 1 h 02 min 55 s | 1 min 42 s | 37 min 29 s   | 2 h 07 min 02 s |
| 4      | Kerstin Weiblen  | Allemagne   | 23 min 09 s | 1 min 39 s | 1 h 02 min 49 s | 1 min 46 s | 37 min 52 s   | 2 h 07 min 19 s |
| 5      | Andrea Walko     | Hongrie     | 22 min 17 s | 1 min 30 s | 1 h 03 min 41 s | 1 min 43 s | 39 min 27 s   | 2 h 08 min 42 s |
| 6      | Nicole Hackett   | Australie   | 21 min 49 s | 1 min 27 s | 1 h 02 min 19 s | 1 min 43 s | 42 min 44 s   | 2 h 10 min 04 s |
| 7      | Aletta Gulyás    | Hongrie     | 23 min 10 s | 1 min 29 s | 1 h 04 min 01 s | 1 min 45 s | 40 min 58 s   | 2 h 11 min 24 s |
| 8      | Karen McEvoy     | Canada      | 23 min 36 s | 1 min 41 s | 1 h 06 min 14 s | 1 min 53 s | 39 min 55 s   | 2 h 13 min 21 s |
| 9      | Marissa Iddow    | Australie   | 22 min 14 s | 1 min 37 s | 1 h 01 min 30 s | 1 min 57 s | 46 min 48 s   | 2 h 14 min 07 s |
| 10     | Erika Varga      | Hongrie     | 22 min 13 s | 1 min 45 s | 1 h 06 min 17 s | 1 min 53 s | 42 min 04 s   | 2 h 14 min 11 s |

## Tableau des médailles
| Rang  | Nation      | Or | Argent | Bronze | Total |
| ----- | ----------- | -- | ------ | ------ | ----- |
| 1     | Australie   | 3  | 1      | 1      | 5     |
| 2     | Hongrie     | 1  | 0      | 1      | 2     |
| 3     | France      | 1  | 0      | 0      | 1     |
| -     | Royaume-Uni | 1  | 0      | 0      | 1     |
| 5     | Allemagne   | 0  | 3      | 2      | 5     |
| 6     | Belgique    | 0  | 1      | 0      | 1     |
| -     | Danemark    | 0  | 1      | 0      | 1     |
| 7     | Brésil      | 0  | 0      | 1      | 1     |
| -     | Canada      | 0  | 0      | 1      | 1     |
| -     | Tchéquie    | 0  | 0      | 1      | 1     |
| Total | Total       | 6  | 6      | 6      | 18    |